# Borka Frančišković
Borka Frančišković (ur. 23 marca 1988) – chorwacka szachistka, mistrzyni międzynarodowa od 2007 roku.

## Kariera szachowa
W latach 2008, 2009, 2010, 2011, 2013 i 2015 sześciokrotnie zdobyła tytuły indywidualnej mistrzyni Chorwacji. Wielokrotnie reprezentowała Chorwację w turniejach drużynowych, m.in.:
- czterokrotnie na olimpiadach szachowych (w latach 2006, 2008, 2010, 2012)[3],
- czterokrotnie na drużynowych mistrzostwach Europy (w latach 2007, 2009, 2011, 2013)[4],
- na drużynowych mistrzostwach Europy juniorów do 18 lat (w roku 2006)[5],
- czterokrotnie na turniejach o Puchar Mitropa (Mitropa Cup) (w latach 2005, 2006, 2009, 2010); medalistka: wspólnie z drużyną – brązowa (2006)[6].

Normy na tytuł mistrzyni międzynarodowej wypełniła w latach 2004 w Puli i Krku oraz 2007 (w Rijece). W 2010 r. w Rijece wypełniła pierwszą normę na tytuł arcymistrzyni.
Najwyższy ranking w dotychczasowej karierze osiągnęła 1 października 2014, z wynikiem 2332 punktów zajmowała wówczas 1. miejsce wśród chorwackich szachistek.